# Мон, Хенрик
Хенрик Мон (норв. Henrik Mohn; 15 мая 1835, Берген — 12 сентября 1916, Христиания) — норвежский астроном и метеоролог, создатель метеорологии как точной науки. Академик Норвежской академии наук и литературы (Det Norske Videnskaps-Akademi) с 1861 г. (в период 1896—1914 гг. попеременно занимал должности её президента и вице-президента), профессор Университета короля Фредерика. В 1866 г. основал и до 1913 г. возглавлял Норвежский метеорологический институт (Meteorologisk institutt). В 1873—1910 гг. — член Совета Международной метеорологической организации.

## Жизнь и деятельность
Родился в Бергене, старший из трёх сыновей. По материнской линии приходился внуком епископу Якобу Нейманну (1772—1848). Происхождение делало для него естественным церковную карьеру: он окончил Кафедральную школу Бергена в 1852 г. и затем поступил в Университет короля Фредерика на теологический факультет, однако увлёкся физикой и стал посещать занятия на естественном отделении. В 1858 г. окончил университет сразу по двум специальностям: «астрономия» и «минералогия». В 1860 г. принят астрономом-наблюдателем, после того как опубликовал работу, описывающую элементы орбиты кометы того же года. В 1861 г. Мон возглавил университетскую обсерваторию, и на этом посту увлёкся метеорологией. Одновременно в 1859—1863 гг. он был главным редактором журнала Polyteknisk Tidsskrift, где опубликовал свои первые работы. В 1866 г. основал и возглавил Норвежский метеорологический институт, в том же году он был удостоен профессорского звания. В 1872 г. его монография Om Vind og Veir. Meteorologiens Hovedresultater была опубликована на семи языках.
Главная работа Études sur les mouvements de l’atmosphère написана в соавторстве с математиком Като Гульдбергом. Впервые они использовали достижения гидродинамики и термодинамики для исследований движений атмосферы.
В 1876—1878 гг. участвовал в экспедиции по исследованию Северного моря, а также обратился к любительской живописи. Написанная им панорама острова Ян-Майен в 1957 г. была воспроизведена на почтовых марках Норвегии.
30 ноября 1884 г. в газете Morgenbladet Мон опубликовал статью о находке на юго-западном берегу Гренландии некоторых предметов, принадлежавших, по всей вероятности, экипажу «Жаннетты» — судну экспедиции Де Лонга, погибшему в 1881 г. Мон высказал предположение, что эти предметы перенесены через Полярное море на дрейфующей льдине. Эту статью прочитал 23-летний Фритьоф Нансен, и она стала побудительным мотивом для плана его экспедиции.
Последней его крупной работой был «Климатический атлас», опубликованный в 1916 г.

## Память
В честь Мона Ф. Нансеном названа группа островов в 30 км от побережья Таймыра.